# Rinus VeeKay
Rinus van Kalmthout (Hoofddorp, 11 de setembro de 2000), conhecido apenas como Rinus VeeKay, é um automobilista dos Países Baixos. Atualmente compete na IndyCar pela equipe Dale Coyne Racing.

## Carreira
Sua estreia no automobilismo foi em 2009, pilotando karts. Na época, usava seu sobrenome verdadeiro (van Kalmthout), passando a adotar o VeeKay (pronúncia das letras V e K em inglês) quando migrou para os monopostos, em 2016.
Após disputar V de V Challenge Monoplace, Fórmula 2000 MRF Challenge, U.S. F-2000 (pela qual foi campeão em 2016), BOSS GP Series e Fórmula 3 Asiática (divisão Winter Series), venceu a temporada 2018 da Pro Mazda Championship com 7 vitórias em 16 corridas, garantindo uma vaga na Indy Lights (atual Indy NXT) ao ser contratado pela equipe Juncos para a disputa da temporada 2019, conquistando sua primeira vitória na corrida 2 de St. Petersburg. Ele ainda venceu outras 5 provas, chegou 3 vezes na segunda posição e outras 5 em terceiro lugar. Porém, seu desempenho não foi o suficiente para evitar o título de Oliver Askew em Laguna Seca, onde venceu as 2 corridas.

## IndyCar Series
Em novembro de 2019, VeeKay foi anunciado como novo piloto da Ed Carpenter Racing para a disputa da temporada 2020 da IndyCar Series, substituindo Spencer Pigot como piloto fixo da equipe, enquanto o #20 foi alternado entre o piloto-chefe Ed Carpenter (circuitos ovais) e Conor Daly (circuitos mistos e de rua). Foi pela mesma equipe que o piloto realizou seus primeiros testes com um carro da Indy, no circuito de Portland, em julho do mesmo ano.
Pilotando o #21 (mesmo utilizado em sua passagem pela Indy Lights), estreou no GP do Texas largando em penúltimo lugar e abandonou na volta 36 depois de bater com o espanhol Álex Palou, que também fazia sua estreia na categoria. Na etapa de Iowa, seu carro foi atingido na lateral pelo Dallara-Honda #88 de Colton Herta após uma relargada abortada em decorrência do acidente sofrido por Will Power, mas ambos escaparam ilesos devido ao aeroscreen, introduzido na IndyCar no mesmo ano. Seu melhor resultado foi um terceiro lugar no Grande Prêmio de Indianápolis, onde também conquistou sua primeira pole-position e marcou também a volta mais rápida.
Em 2021, VeeKay conquistou sua primeira vitória na categoria no mesmo traçado misto de Indianápolis, após segurar o francês Romain Grosjean (Dale Coyne Racing) e um segundo lugar na corrida 1 de Detroit antes de sofrer um acidente de bicicleta que causou uma lesão na clavícula, sendo substituído por Oliver Askew, seu rival na disputa pelo título da Indy Lights em 2019. VeeKay terminou o campeonato em 12º lugar, com 308 pontos - mesma posição obtida na temporada seguinte (seu melhor resultado em 2022 foi um terceiro lugar na etapa de Barber, onde largou na pole-position), desta vez com 331 pontos na classificação final.
Na temporada 2023, VeeKay chegou entre os 10 primeiros apenas 2 vezes, nas 500 Milhas de Indianápolis (décimo lugar) e em Portland (sexta posição), e encerrou o campeonato em 14º lugar, marcando 277 pontos. Em 2024, teve como melhor posição de chegada um quinto lugar no GP do Iowa, além de não ter conseguido vaga no grid da etapa extracampeonato no The Thermal Club. Terminou o campeonato em 13º lugar, com 300 pontos, e anunciou sua saída da Carpenter ao final da temporada, e em fevereiro de 2025, assinou com a Dale Coyne Racing.
Além da IndyCar, o neerlandês disputou 3 edições das 24 Horas de Daytona, válidas pelo IMSA SportsCar Championship. Seu melhor desempenho foi em 2022, quando terminou na segunda posição da classe LMP2 (sexta na classificação geral), pilotando um Oreca 07 da Racing Team Nederland, juntamente com os compatriotas Giedo van der Garde e Frits van Eerd, além do norte-americano Dylan Murry.